# Ilex hyrcana
Ilex hyrcana är en järneksväxtart som beskrevs av Antonina Ivanovna Pojarkova. Ilex hyrcana ingår i släktet järnekar, och familjen järneksväxter. Inga underarter finns listade i Catalogue of Life.